# San Marco dei Cavoti
Pour les articles homonymes, voir San Marco.
San Marco dei Cavoti est une commune italienne de la province de Bénévent, dans la région Campanie.

## Administration
| Période                                  | Période  | Identité        | Étiquette       | Qualité |
| ---------------------------------------- | -------- | --------------- | --------------- | ------- |
| 14 juin 2004                             | En cours | Angela Tremonte | Centro-Sinistra |         |
| Les données manquantes sont à compléter. |          |                 |                 |         |

### Hameaux
Casaiarocca, Coperchiata, Fontana dell' Olmo, Fonte Zuppino, Fontecanale, Leccata, Nevizzica, Peschiti, S.Maria la Macchia, Toppo della chiesa, Toppo S.Silvestro, Valle di Stefano, Casone Cocca, Capoiazzo, Catapano, Ciannavera, Fontanelle, Franzese, Perreri, Piana delle Logge, Pilabove, Tamburrino, Riccetto, Turone, Aia del Fuoco, Borgognone, Calisi, Cretazzi, San Severo, Cuponi, Fonte dei Cavi, Fonte di Stelle, Francisi, Iaminardi, Maddalena, Montedoro, Montelse, Padino, Paolella, Piana delle Cardarelle, Pirosa, Ciannavera, Rocce, Ripa, Stampone, Toppo S.Barbara, Tosti, Zenna, Piloni, Sole Bianco

### Communes limitrophes
Baselice, Colle Sannita, Foiano di Val Fortore, Molinara, Pago Veiano, Pesco Sannita, Reino, San Giorgio La Molara